# Golden Globe du meilleur acteur dans une mini-série ou un téléfilm
Le Golden Globe du meilleur acteur dans une mini-série ou un téléfilm (Golden Globe Award for Best Actor – Miniseries or Television Film) est une récompense télévisuelle décernée depuis 1982 par la Hollywood Foreign Press Association.

## Palmarès
Note : le symbole « ♕ » rappelle le gagnant de l'année précédente (si nomination).

### Années 1980
- 1982 : Mickey Rooney pour le rôle de Bill Sackter dans Bill
  - Dirk Bogarde pour le rôle de Roald Dahl dans L’Histoire de Patricia Neal (The Patricia Neal Story)
  - Timothy Hutton pour le rôle de Donald Branch Booth dans Loin de chez soi (A Long Way Home)
  - Danny Kaye pour le rôle de Max Feldman dans Skokie, le village de la colère (Skokie)
  - Peter O'Toole pour le rôle de Lucius Flavius Silva dans Masada
  - Ray Sharkey pour le rôle de Bill Carney dans The Ordeal Of Bill Carney
  - Peter Strauss pour le rôle d'Eleazar Ben Yair dans Masada
- 1983 : Anthony Andrews pour le rôle de Sebastian Flyte dans Brideshead Revisited
  - Philip Anglim pour le rôle de John Merrick dans The Elephant Man
  - Robby Benson pour le rôle de Noel 'Nolie' Minor dans Second Chance (film, 1983) (Two of a Kind)
  - Jeremy Irons pour le rôle de Charles Ryder dans Retour au château (Brideshead Revisited)
  - Sam Waterston pour le rôle de Robert Oppenheimer dans Oppenheimer
- 1984 : Richard Chamberlain pour le rôle de Ralph de Bricassart dans Les oiseaux se cachent pour mourir (The Thorn Birds)
  - Peter Strauss pour le rôle d'Emory dans Heart of Steel
  - Martin Sheen pour le rôle de John Fitzgerald Kennedy dans Kennedy
  - Louis Gossett Jr. pour le rôle d'Anouar el-Sadate dans Sadat
  - Robert Blake pour le rôle de James Riddle "Jimmy" Hoffa dans Kennedy contre Hoffa (Blood Feud)
- 1985 : Ted Danson pour le rôle de Steven Bennett dans Something About Amelia
  - Treat Williams pour le rôle de Stanley Kowalski dans A Streetcar Named Desire
  - Jason Robards pour le rôle d'Andreï Sakharov dans Sakharov
  - Sam Neill pour le rôle de Sidney Reilly dans Reilly: Ace of Spies
  - James Garner pour le rôle d'Harold Lear dans Heartsounds
- 1986 : Dustin Hoffman pour le rôle de Willy Loman dans Mort d'un commis voyageur (Death Of a Salesman)
  - Richard Chamberlain pour le rôle de Raoul Wallenberg dans Wallenberg: A Hero's Story
  - Richard Crenna pour le rôle de Richard Beck dans Le Viol de Richard Beck (The Rape of Richard Beck)
  - Kirk Douglas pour le rôle d'Amos Lasher dans Amos
  - Peter Strauss pour le rôle d'Abel Rosnovski dans Kane and Abel
- 1987 : (ex æquo)[1] James Woods pour le rôle de D.J. dans Promise et James Garner pour le rôle de Bob Beuhler dans Promise
  - Jan Niklas pour le rôle de Pierre le grand jeune dans Pierre le Grand (Peter the Great)
  - Mark Harmon pour le rôle de Ted Bundy dans Au-dessus de tout soupçon (The Deliberate Stranger)
  - John Ritter pour le rôle de Frank Coleman dans Unnatural Causes
- 1988 : Randy Quaid pour le rôle de Lyndon B. Johnson dans LBJ: The Early Years
  - Mark Harmon pour le rôle d'Elmer Jackson dans Rendez-moi mes fils (After the Promise)
  - Judd Nelson pour le rôle de Joseph « Joe » Hunt dans Les boys de Beverly Hills (Billionaire Boys Club)
  - Alan Arkin pour le rôle de Léon Feldhendler dans Les Rescapés de Sobibor (Escape From Sobibor)
  - James Woods pour le rôle de James B. « Jim » Stockdale dans L'Affaire du golfe du Tonkin (In Love and War) ♕
  - Jack Lemmon pour le rôle de James Tyrone Sr. dans Le Long Voyage vers la nuit (Long Day's Journey into Night)
- 1989 : (ex æquo) Michael Caine pour le rôle de l'Inspecteur Frederick Abberline dans Jack l'Éventreur (Jack The Ripper) et Stacy Keach pour le rôle d'Ernest Hemingway dans Hemingway
  - Richard Chamberlain pour le rôle de Jason Bourne dans La Mémoire dans la peau (The Bourne Identity)
  - Jack Lemmon pour le rôle du Gouverneur John Slaton dans Le meurtre de Mary Phagan (The Murder of Mary Phagan)
  - Anthony Hopkins pour le rôle de Jean Louis Chavel dans Hallmark Hall of Fame, pour l'épisode "The Tenth Man (#38.1)"

### Années 1990
- 1990 : Robert Duvall pour le rôle du Capt. Augustus « Gus » McCrae dans Lonesome Dove
  - Lane Smith pour le rôle de Richard Nixon dans The Final Days
  - Ben Kingsley pour le rôle de Simon Wiesenthal dans Wiesenthal (Murderers Among Us: The Simon Wiesenthal Story)
  - James Woods pour le rôle de dans Hallmark Hall of Fame, pour l'épisode "My Name Is Bill W. (#38.3)"
  - John Gielgud pour le rôle d'Aaron Jastrow dans Les Orages de la guerre (War and Remembrance)
- 1991 : James Garner pour le rôle d'Albert Sidney Finch dans Decoration Day
  - Steven Bauer pour le rôle d'Enrique 'Kiki' Camarena dans Drug Wars: The Camarena Story
  - Michael Caine pour le rôle du Dr Henry Jekyll / Mr. Edward Hyde dans Jekyll et Hyde (Jekyll & Hyde)
  - Tom Hulce pour le rôle de Mickey Schwerner dans Murder in Mississippi (en)
  - Burt Lancaster pour le rôle de Gerard Carriere dans Le Fantôme de l'Opéra (The Phantom of the Opera)
  - Ricky Schroder pour le rôle de Mark dans Mark Woodward, ange ou démon? (The Stranger Within)
- 1992 : Beau Bridges pour le rôle de James Brady dans Without Warning: The James Brady Story 
  - Sidney Poitier pour le rôle de Thurgood Marshall dans Separate But Equal
  - Sam Neill pour le rôle de Major James Leggatt dans La Guerre de Mary Lindell (One Against the Wind)
  - Peter Falk pour le rôle du Lieutenant Columbo dans Columbo (Columbo and the Murder of a Rock Star) Saison 10 Épisode 3
  - Sam Elliott pour le rôle de Conn Conagher dans Conagher
- 1993 : Robert Duvall pour le rôle de Joseph Staline dans Staline
  - Anthony Andrews pour le rôle de William Whitfield dans Joyaux (Danielle Steel's Jewels)
  - Philip Casnoff pour le rôle de Frank Sinatra dans Sinatra
  - Jon Voight pour le rôle du Professor Alfred Kroeber dans The last of His Tribe
  - James Woods pour le rôle de Roy Marcus Cohn dans Citizen Cohn
- 1994 : James Garner pour le rôle de F. Ross Johnson dans Les Requins de la finance (Barbarians at the Gate)
  - Peter Falk pour le rôle du Lieutenant Columbo dans Columbo dans "Meurtre aux deux visages" (It's All In The Game)
  - Jack Lemmon pour le rôle de Robert dans A Life in the Theater
  - Matthew Modine pour le rôle du Dr Don Francis dans Les Soldats de l'espérance (And The Band Played On)
  - Peter Strauss pour le rôle d'Ed MacAffrey dans Les Silences d'un homme (Men Don't Tell)
- 1995 : Raúl Juliá pour le rôle de Chico Mendes dans The Burning Season
  - Alan Alda pour le rôle de Dan Cutler dans Les rapides de la mort (White Mile)
  - James Garner pour le rôle d'Ira Moran dans Leçons de conduite (Breathing Lessons) ♕
  - Rutger Hauer pour le rôle de Xavier March dans Le Crépuscule des aigles (Fatherland)
  - Samuel L. Jackson pour le rôle de Jamaal dans Les Révoltés d'Attica (Against the Wall)
- 1996 : Gary Sinise pour le rôle de Harry S. Truman dans Truman
  - Alec Baldwin pour le rôle de Stanley Kowalski dans Un tramway nommé Désir
  - Charles S. Dutton pour le rôle de Boy Willie dans The Piano Lesson
  - Laurence Fishburne pour le rôle de Hannibal "Iowa" Lee Jr. dans Pilotes de choix (The Tuskegee Airmen)
  - James Woods pour le rôle de Danny Davis dans Le Silence des innocents (Indictment: The McMartin Trial)
- 1997 : Alan Rickman pour le rôle de Grigori Raspoutine dans Raspoutine (Rasputin: Dark Servant of Destiny)
  - Stephen Rea pour le rôle de Bruno Richard Hauptmann dans Le Crime du siècle (Crime of the Century)
  - Armand Assante pour le rôle de John Gotti dans Gotti
  - Beau Bridges pour le rôle de Richard Phillips dans Les Orages d'un été (Losing Chase)
  - James Woods pour le rôle de Temple Rayburn dans The Summer of Ben Tyler
- 1998 : Ving Rhames pour le rôle de Don King dans Don King: Only in America
  - Armand Assante pour le rôle d'Ulysse dans L'Odyssée (The Odyssey)
  - Jack Lemmon pour le rôle du Juré no 8 dans Douze hommes en colère (12 Angry Men)
  - Matthew Modine pour le rôle de Sammy Ayers dans Les secrets du silence (What the Deaf Man Heard)
  - Gary Sinise pour le rôle de George Wallace dans George Wallace
- 1999 : Stanley Tucci pour le rôle de Walter Winchell dans Winchell
  - Peter Fonda pour le rôle de Gideon Prosper dans La Tempête (The Tempest)
  - Sam Neill pour le rôle de Merlin dans Merlin
  - Bill Paxton pour le rôle du Colonel John Paul Vann dans Vietnam : Un adroit mensonge (A Bright Shining Lie)
  - Christopher Reeve pour le rôle de Jason Kemp dans Fenêtre sur cour (Rear Window)
  - Patrick Stewart pour le rôle du Capitaine Achab dans Moby Dick

### Années 2000
- 2000 : Jack Lemmon pour le rôle de Henry Drummond dans Procès de singe (Inherit the Wind)
  - Jack Lemmon pour le rôle de Morrie Schwartz dans Morinie: Une leçon de vie (Tuesdays with Morrie)
  - Liev Schreiber pour le rôle d'Orson Welles dans RKO 281
  - Sam Shepard pour le rôle de Dashiell Hammett dans Dash and Lilly
  - Tom Sizemore pour le rôle de Bobby Batton dans Witness Protection
- 2001 : Brian Dennehy pour le rôle de Willy Loman dans Mort d'un commis voyageur (Death of a Salesman)
  - Alec Baldwin pour le rôle de Robert Jackson dans Nuremberg
  - Brian Cox pour le rôle de Hermann Göring dans Nuremberg
  - Andy García pour le rôle d'Arturo Sandoval dans For Love or Country: The Arturo Sandoval Story
  - James Woods pour le rôle de Dennis Barrie dans Dirty Pictures
- 2002 : James Franco pour le rôle de James Dean dans Il était une fois James Dean (James Dean)
  - Kenneth Branagh pour le rôle de Reinhard Heydrich dans Conspiration (Conspiracy)
  - Ben Kingsley pour le rôle d'Otto Frank dans Anne Frank (Anne Frank: The Whole Story)
  - Damian Lewis pour le rôle du Major Richard D. Winters dans Frères d'armes (Band of Brothers)
  - Barry Pepper pour le rôle de Roger Maris dans 61*
- 2003 : Albert Finney pour le rôle de Winston Churchill dans Pour l'amour d'un empire (The Gathering Storm)
  - Michael Gambon pour le rôle de Lyndon B. Johnson dans Path to War
  - Michael Keaton pour le rôle de Robert Wiener dans En direct de Bagdad (Live from Baghdad)
  - William H. Macy pour le rôle de Bill Porter dans Une question de courage (Door to Door)
  - Linus Roache pour le rôle de Robert F. Kennedy dans RFK
- 2004 : Al Pacino pour le rôle de Roy Cohn dans Angels in America
  - Antonio Banderas pour le rôle Pancho Villa dans Pancho Villa dans son propre rôle (And Starring Pancho Villa as Himself)
  - James Brolin pour le rôle de Ronald Reagan dans The Reagans
  - Troy Garity pour le rôle de Barry Winchell dans Soldier's Girl
  - Tom Wilkinson pour le rôle de Roy Applewood dans Normal
- 2005 : Geoffrey Rush pour le rôle de Peter Sellers dans Moi, Peter Sellers (The Life and Death of Peter Sellers)
  - Mos Def pour le rôle de Vivien Thomas dans La création de Dieu (Something the Lord Made)
  - Jamie Foxx pour le rôle de Stanley "Tookie" Williams dans Rédemption - Itinéraire d'un chef de gang (Redemption: The Stan Tookie Williams Story)
  - William H. Macy pour le rôle de Gigot dans The Wool Cap
  - Patrick Stewart pour le rôle du roi Henri II dans Le Lion en hiver (The Lion in Winter)
- 2006 : Jonathan Rhys-Meyers pour le rôle d'Elvis Presley dans Elvis : Une étoile est née (Elvis)
  - Kenneth Branagh pour le rôle de Franklin D. Roosevelt dans Warm Springs
  - Ed Harris pour le rôle de Miles Roby dans Empire Falls
  - Bill Nighy pour le rôle de Lawrence dans Rencontre au sommet
  - Donald Sutherland pour le rôle de l'Agent Bill Meehan dans Human Trafficking
- 2007 : Bill Nighy pour le rôle de Gideon Warner dans Gideon's Daughter
  - Andre Braugher pour le rôle de Nick Atwater dans Thief
  - Robert Duvall pour le rôle de Prentice "Print" Ritter dans Broken Trail
  - Michael Ealy pour le rôle de Darwyn dans Sleeper Cell
  - Chiwetel Ejiofor pour le rôle de Ian Carter dans Tsunami : Les Jours d'après (Tsunami: The Aftermath)
  - Ben Kingsley pour le rôle de Herman Tarnower dans Mrs. Harris
  - Matthew Perry pour le rôle de Ron Clark dans The Ron Clark Story
- 2008 : Jim Broadbent pour le rôle de Lord Longford dans Longford
  - Adam Beach pour le rôle de Charles Eastman dans Bury My Heart at Wounded Knee
  - Ernest Borgnine pour le rôle de Bert O'Riley dans Un Grand-père pour Noël (A Grandpa for Christmas)
  - Jason Isaacs pour le rôle de Sir Mark Brydon dans Affaires d'États (The State Within)
  - James Nesbitt pour le rôle du Dr Tom Jackman dans Jekyll
- 2009 : Paul Giamatti pour le rôle de John Adams dans John Adams
  - Ralph Fiennes pour le rôle de Bernard Lafferty dans Bernard et Doris (Bernard and Doris)
  - Kevin Spacey pour le rôle de Ron Klain dans Recount
  - Kiefer Sutherland pour le rôle de Jack Bauer dans 24 heures chrono : Redemption (24: Redemption)
  - Tom Wilkinson pour le rôle de James Baker dans Recount

### Années 2010
- 2010 : Kevin Bacon pour le rôle du lieutenant-colonel Mike Strobl dans L'Honneur d'un Marine (Taking Chance)
  - Kenneth Branagh pour le rôle de Kurt Wallander dans Les Enquêtes de l'inspecteur Wallander (Wallander)
  - Chiwetel Ejiofor pour le rôle de Thabo Mbeki dans Endgame
  - Brendan Gleeson pour le rôle de Winston Churchill dans Into the Storm
  - Jeremy Irons pour le rôle d'Alfred Stieglitz dans Georgia O'Keeffe
- 2011 : Al Pacino pour le rôle de Jack Kevorkian dans La Vérité sur Jack (You Don't Know Jack)
  - Idris Elba pour le rôle de John Luther dans Luther
  - Ian McShane pour le rôle de Waleran Bigod dans Les Piliers de la terre (The Pillars of the Earth)
  - Dennis Quaid pour le rôle de Bill Clinton dans The Special Relationship
  - Edgar Ramirez pour le rôle d'Ilich Ramírez Sánchez dans Carlos
- 2012 : Idris Elba pour le rôle de John Luther dans Luther
  - Hugh Bonneville pour le rôle de Robert, Comte de Grantham dans Downton Abbey
  - William Hurt pour le rôle de Henry Paulson dans Too Big to Fail : Débâcle à Wall Street (Too Big to Fail)
  - Bill Nighy pour le rôle de Johnny Worricker dans Page Eight
  - Dominic West pour le rôle de Hector Madden dans The Hour
- 2013 : Kevin Costner pour le rôle de 'Devil' Anse Hatfield dans Hatfields and McCoys
  - Benedict Cumberbatch pour le rôle de Sherlock Holmes dans Sherlock
  - Woody Harrelson pour le rôle de Steve Schmidt dans Game Change
  - Toby Jones pour le rôle d'Alfred Hitchcock dans The Girl
  - Clive Owen pour le rôle d'Ernest Hemingway dans Hemingway & Gellhorn
- 2014 : Michael Douglas pour le rôle de Liberace dans Ma vie avec Liberace (Behind the Candelabra)
  - Matt Damon pour le rôle de Scott Thorson dans Ma vie avec Liberace (Behind the Candelabra)
  - Chiwetel Ejiofor pour le rôle de Louis Lester dans Dancing on the Edge
  - Idris Elba pour le rôle de John Luther dans Luther
  - Al Pacino pour le rôle de Phil Spector dans Phil Spector
- 2015 : Billy Bob Thornton pour le rôle de Lorne Malvo dans Fargo
  - Martin Freeman pour le rôle de Lester Nygaard dans Fargo
  - Woody Harrelson pour le rôle de Martin Hart dans True Detective
  - Matthew McConaughey pour le rôle de Rust Cohle dans True Detective
  - Mark Ruffalo pour le rôle de Ned Weeks dans The Normal Heart
- 2016 : Oscar Isaac pour le rôle de Nick Wasicsko dans Show Me a Hero
  - Idris Elba pour le rôle de DCI John Luther dans Luther
  - David Oyelowo pour le rôle de Peter Snowden dans Nightingale
  - Mark Rylance pour le rôle de Thomas Cromwell dans Wolf Hall
  - Patrick Wilson pour le rôle de Lou Solverson dans Fargo
- 2017 : Tom Hiddleston pour le rôle de Jonathan Pine dans The Night Manager
  - Riz Ahmed pour le rôle de Nasir "Naz" Khan dans The Night Of
  - Bryan Cranston pour le rôle de Lyndon B. Johnson dans All the Way
  - John Turturro pour le rôle de John Stone dans The Night Of
  - Courtney B. Vance pour le rôle de Johnnie Cochran dans The People v. J. O. Simpson: American Crime Story
- 2018 : Ewan McGregor pour le rôle de Emmit Stussy / Raymond "Ray" Stussy dans Fargo
  - Robert De Niro pour le rôle de Bernard "Bernie" Madoff dans The Wizard of Lies
  - Jude Law pour le rôle de Lenny Belardo / Pape Pie XIII dans The Young Pope
  - Kyle MacLachlan pour le rôle de Dale Cooper / Le Double de Cooper / Douglas "Dougie" Jones dans Twin Peaks: The Return
  - Geoffrey Rush pour le rôle de Albert Einstein dans Genius
- 2019 : Darren Criss pour le rôle d'Andrew Cunanan dans The Assassination of Gianni Versace: American Crime Story
  - Antonio Banderas pour le rôle de Pablo Picasso dans Genius: Picasso
  - Daniel Brühl pour le rôle du Dr Laszlo Kreizler dans L'Aliéniste (The Alienist)
  - Benedict Cumberbatch pour le rôle de Patrick Melrose dans Patrick Melrose
  - Hugh Grant pour le rôle de Jeremy Thorpe dans A Very English Scandal

### Années 2020
- 2020 : Russell Crowe pour le rôle de Roger Ailes dans The Loudest Voice
  - Christopher Abbott pour le rôle de John Yossarian dans Catch-22
  - Sacha Baron Cohen pour le rôle de Eli Cohen / Kamel Amin Thaabet dans The Spy
  - Jared Harris pour le rôle de Valeri Legassov dans Chernobyl
  - Sam Rockwell pour le rôle de Bob Fosse dans Fosse/Verdon
- 2021 : Mark Ruffalo pour le rôle de Dominick/Thomas Birdsey dans I Know This Much Is True
  - Jeff Daniels pour le rôle de James Comey dans The Comey Rule
  - Hugh Grant pour le rôle de Jonathan Fraser dans The Undoing
  - Ethan Hawke pour le rôle de John Brown dans The Good Lord Bird
  - Bryan Cranston pour le rôle de Michael Desiato dans Your Honor
- 2022 : Michael Keaton pour le rôle du Dr Samuel Finnix dans Dopesick 
  - Paul Bettany pour le rôle de Vision dans WandaVision
  - Oscar Isaac pour le rôle de Jonathan Levy dans Scenes from a Marriage
  - Ewan McGregor pour le rôle de Halston dans Halston
  - Tahar Rahim pour le rôle de Charles Sobhraj dans Le Serpent (The Serpent)
- 2023 : Evan Peters pour le rôle de Jeffrey Dahmer dans Monstre
  - Taron Egerton pour le rôle de James Keane dans Black Bird
  - Colin Firth pour le rôle de Michael Peterson dans The Staircase
  - Andrew Garfield pour le rôle de Jeb Pyre dans Sur ordre de Dieu
  - Sebastian Stan pour le rôle de Tommy Lee dans Pam and Tommy
- 2024 : Steven Yeun pour le rôle de Danny Cho dans Acharnés (Beef)
  - Matt Bomer pour le rôle de Hawkins Fuller dans Fellow Travelers
  - Sam Claflin pour le rôle de Billy Dunne dans Daisy Jones and The Six
  - Jon Hamm pour le rôle de Sheriff Roy Tillman dans Fargo
  - Woody Harrelson pour le rôle de E. Howard Hunt dans White House Plumbers
  - David Oyelowo pour le rôle de Bass Reeves dans Lawmen : Bass Reeves
- 2025 : Colin Farrell pour le rôle d'Oswald « Oz » Cobb / Le Pingouin dans The Penguin
  - Richard Gadd pour le rôle de Donny Dunn dans Mon petit renne (Baby Reindeer)
  - Kevin Kline pour le rôle de Stephen Brigstocke dans Disclaimer
  - Cooper Koch pour le rôle d'Erik Menéndez dans Monstres : L'Histoire de Lyle et Erik Menéndez (Monsters: The Lyle and Erik Menendez Story)
  - Ewan McGregor pour le rôle du Comte Alexander Ilyich Rostov dans A Gentleman in Moscow
  - Andrew Scott pour le rôle de Tom Ripley dans Ripley

## Récompenses et nominations multiples

### Nominations multiples
7 : James Woods
6 : Jack Lemmon
5 : James Garner
4 : Idris Elba, Peter Strauss
3 : Kenneth Branagh, Richard Chamberlain, Robert Duvall, Chiwetel Ejiofor, Ben Kingsley, Sam Neill, Bill Nighy, Al Pacino
2 : Anthony Andrews, Armand Assante, Alec Baldwin, Beau Bridges, Mark Ruffalo, Michael Caine, Bryan Cranston, Peter Falk, Hugh Grant, Mark Harmon, Woody Harrelson, Jeremy Irons, Oscar Isaac, William H. Macy, Ewan McGregor,  Matthew Modine, Gary Sinise, Patrick Stewart, Tom Wilkinson, Geoffrey Rush

### Récompenses multiples
2 : Robert Duvall, James Garner, Al Pacino